# FreePlug
Pour les articles homonymes, voir Plug.

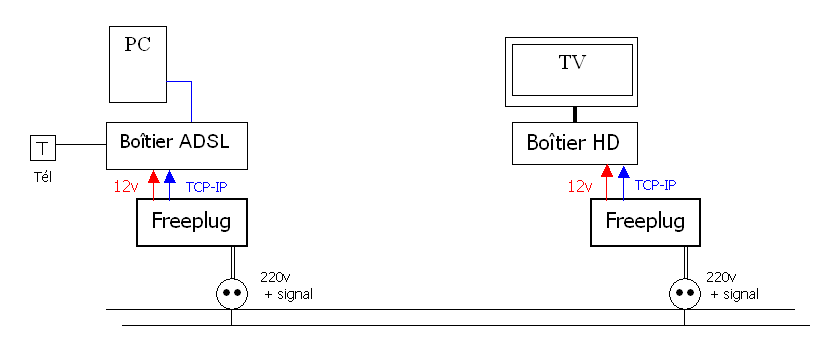
Schéma de principe des FreePlugs.

Un FreePlug est un appareil utilisant la technologie des courants porteurs en ligne (CPL) fournissant l'alimentation électrique et permettant le raccordement de boîtiers d'accès à internet de la société Free.

## Description

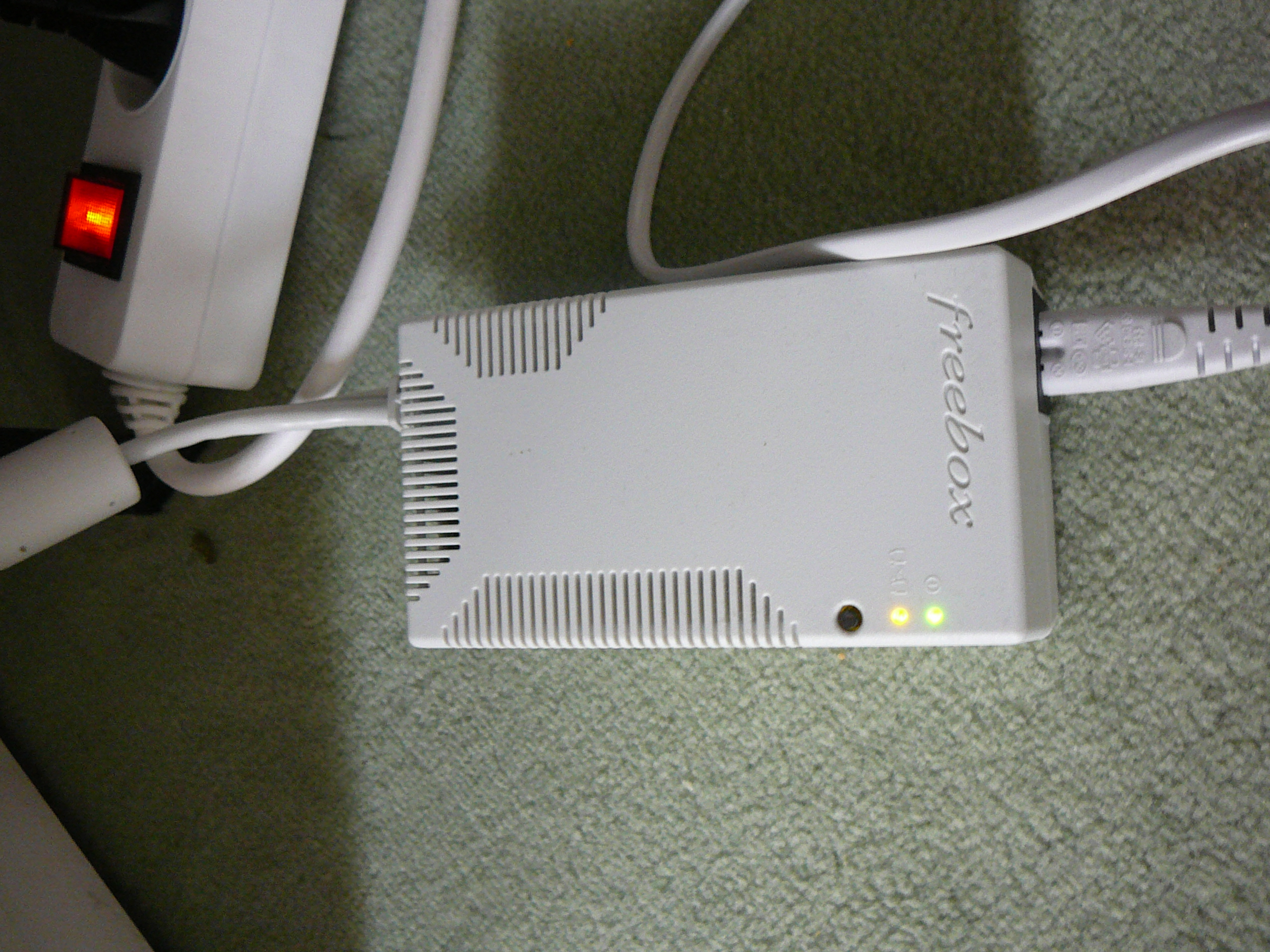
Un FreePlug (ancienne version).

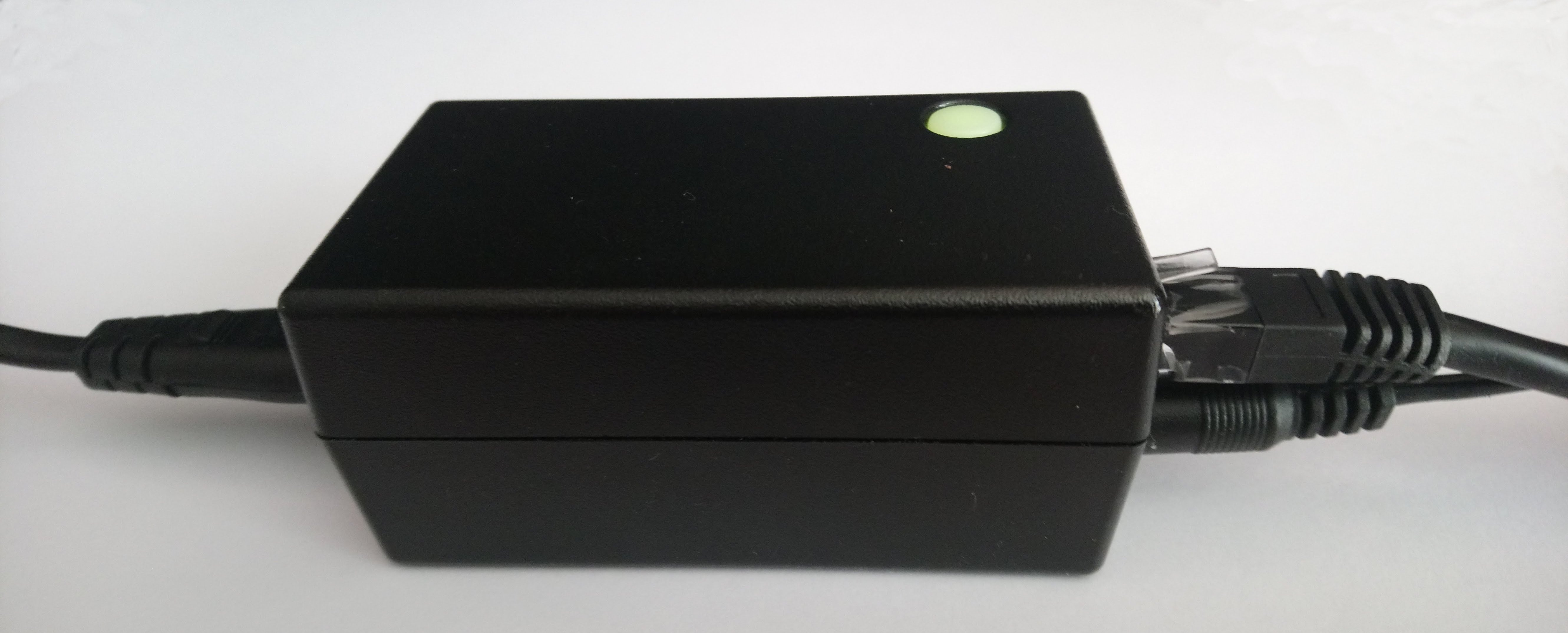
Boitier CPL Freeplug 2e génération.

Un FreePlug est un bloc d'alimentation 12 V qui dispose d'une prise RJ45 en plus du cordon électrique. Les FreePlugs fonctionnent par deux ou plus, et doivent être raccordés dans le même segment du circuit électrique d'une habitation (le signal CPL ne passe pas en amont ou en aval de transformateurs, onduleurs, compteurs électroniques EDF). Dans le cas d'une installation triphasée, ils doivent être branchés sur la même phase (à moins d'installer un coupleur de phase dans le tableau électrique). Le boîtier est équipé de deux voyants, un voyant vert indiquant l'alimentation électrique et un voyant orange indiquant la bonne communication réseau entre les deux boîtiers. Il dispose aussi d'un bouton qui permet d'apparier les deux boîtiers et de réinitialiser la connexion. Il est possible d'associer par la suite d'autres boîtiers dans l'installation.
L'intérêt principal est la possibilité d'éloigner le boîtier ADSL (ou fibre optique) et le boîtier HD sans avoir à tirer un câble Ethernet ; cette technologie remplace la communication par Wi-Fi utilisée jusque-là entre les deux boîtiers, celle-ci posant parfois des problèmes de qualité de réception. Le débit théorique entre deux FreePlugs est de 200 Mb/s, mais il dépend de la qualité du réseau électrique (pas de multiprises, pas de parasites type lampe halogène ni de variateur sur le même segment…).
Les Freebox v5 livrées depuis janvier 2008 sont équipées de deux FreePlugs permettant de relier les boîtiers ADSL et HD, intégrés dans le boîtier d'alimentation.  
En janvier 2010, une nouvelle version des FreePlugs apparait, ayant un seul bouton, faisant également office de led témoin rouge/vert pour indiquer l'état de la communication.
Avec la Freebox v6 « Révolution », les FreePlugs deviennent noirs et sont préassociés. Depuis l'été 2014, les FreePlugs, livrés avec la Revolution ou vendus sur la boutique d'accessoires Free pour la Mini 4K par exemple, sont plus compacts et ont un débit maximum de 500 Mb/s.
Un modèle plus petit de FreePlug appelé FreePlug mini est disponible depuis 2015.

## Sécurité
Les FreePlugs intègrent un chiffrage des données AES 128 bits relativement solide, à condition de ne pas utiliser le mot de passe par défaut. Une faille concernant le CPL a été identifiée en 2014 concernant le chipset Qualcomm Atheros, mais les FreePlugs ne sont pas concernés puisqu'ils n'utilisent pas ce chipset.